# Arquidiocese de Ferrara-Comacchio
A Arquidiocese de Ferrara-Comacchio (Archidiœcesis Ferrariensis-Comaclensis) é uma circunscrição eclesiástica da Igreja Católica situada em Ferrara, Itália. Seu atual arcebispo é Giancarlo Perego. Sua Sé é a Catedral de Ferrara e a Cocatedral de Comacchio.
Possui 169 paróquias servidas por 164 padres, abrangendo uma população de 277 211 habitantes, com 98,8% da dessa população jurisdicionada batizada (273 900 católicos).

## História

### Sé de Ferrara
A sé de Ferrara tem origem na diocese mais antiga de Voghenza. O mais provável é que o cristianismo tenha chegado a Voghenza da vizinha Ravena graças às numerosas trocas comerciais que, por via fluvial, aconteciam entre esta cidade e a maior Ravenna. Embora haja pouca informação histórica, segundo a tradição o primeiro bispo de Voghenza foi Oltrando (ou Otrado) por volta de 330, um bispo que foi ordenado pelo Papa Silvestre I. A cronologia episcopal faz com que os protobispos como Giulio (331) e Leão (364) sejam considerados. Informações mais certas estão disponíveis sobre  Costanzo, a quem o próprio Santo Ambrósio escreveu por ocasião do falecimento do Bispo de Imola.
A diocese, originalmente sufragânea da arquidiocese de Milão, na primeira metade do século V passou a fazer parte da província eclesiástica da arquidiocese de Ravena. Assim, em 442 foi o metropolita de Ravena, São Pedro Crisólogo, quem consagrou o bispo Marcelino.
Leão II (611-620) é o primeiro bispo de Voghenza venerado como santo e cujos vestígios estão hoje preservados na igreja de Santo Stefano em Ferrara, para onde foram transferidos no século XIX.
O último bispo de Voghenza foi Maurélio (ou Maurílio) em 644. Neste ponto a diocese foi transferida mais ao norte, para uma terra mais segura do que as incursões bárbaras e também por causa da perseguição perpetrada pelo cismático Mauro, arcebispo de Ravenna. A sé foi primeiro transferida para Ferrariola (Forum Alieni em latim, também chamado de "Babilonia"), onde uma catedral dedicada a São Jorge (San Giorgio Transpadano) foi construída. No entanto, os bispos continuaram a ostentar o título de Voghenza por mais três séculos: o primeiro documento em que um bispo é intitulado Episcopus Ferrariensis data de 965. Ao longo do resto do século X, os títulos antigos e novos alternam nos cabeçalhos dos documentos.
No início do século XII, durante o episcopado de Landolfo, a sé do bispo foi deslocada ainda mais ao norte, na margem oposta do Po di Volano, onde foi construída a atual catedral, também dedicada a São Jorge, consagrada em 1135. No mesmo período a diocese escapou da jurisdição metropolitana do arcebispo de Ravena, obtendo do Papa Pascoal II a bula Officii nostri de 8 de abril de 1106, confirmada por duas outras bulas do Papa Inocêncio II, ambas iniciadas com as palavras Ad hoc em Apostolicæ sedis cathedra e datado de 11 de maio de 1133 e 22 de abril de 1139.
Em 1187, o Papa Urbano III morreu em Ferrara e a eleição papal se deu ali e elegeu Gregório VIII como seu sucessor.
Em 1438, o Concílio de Basiléia foi transferido para Ferrara, onde permaneceu até o ano seguinte, quando foi transferido para Florença.
Em 27 de julho de 1735, Ferrara foi elevada à categoria de arquidiocese com a bula papal Paterna pontificii nobis do Papa Clemente XII.
Em 1798, a República Cisalpina, depois de forçar o arcebispo ao exílio, impôs pesadas restrições ao culto. Ele suprimiu sete conventos e forçou as freiras de outro convento a voltar a vida secular, muitas igrejas foram fechadas e usadas para usos profanos, todas as irmandades foram suprimidas, todas as manifestações públicas do culto foram proibidas, incluindo todas as procissões, o capítulo da catedral foi suprimido, bens eclesiásticos foram confiscados e foi imposto que o concurso para párocos levasse em consideração apenas a instrução dos candidatos.
Em 1799 os austríacos derrotaram os franceses e o arcebispo voltou a Ferrara e pôs fim a todas as restrições previstas no ano anterior. Porém, em 1801, os franceses voltaram e retomaram sua política restritiva em termos de religião: em 1806, acrescentaram uma redução do número de paróquias às restrições de 1798. O arcebispo Alessandro Mattei foi demitido por atividade antirrepublicana com o decreto de 16 de ventoso de VI.
Em 1802, em virtude da concordata entre Napoleão Bonaparte e o Papa Pio VII, a arquidiocese de Ferrara foi elevada à categoria de sé metropolitana e as dioceses de Adria, de Comacchio, de Mantova e de Verona foram dadas como sufragâneas.
Em 1815, o Congresso de Viena removeu as sufragâneas ao norte do Pó de Ferrara e a diocese de Comacchio também retornou à província eclesiástica de Ravenna. Ferrara, portanto, não tinha mais dioceses sufragâneas; nos Anuários Pontifícios do final do século, é relatado como imediatamente sujeita à Santa Sé.
Em 8 de dezembro de 1976, com o decreto Ad maius Christifidelium da Congregação para os Bispos, Ferrara perdeu a dignidade metropolitana, mantendo o título de arcebispo, e tornou-se sufragânea da arquidiocese de Bolonha.

### Sé de Comacchio
É difícil datar a origem da diocese de Comacchio, ainda que os estudiosos atribuam unanimemente o nascimento da sede no século VI. O primeiro bispo historicamente documentado é Vincenzo; uma placa, que o descreve como primus episcopus civitatis Cumiacli, foi descoberta na catedral da cidade, que ele mesmo havia construído na época do arcebispo de Ravena, Félice, entre 708 e 724.
A diocese foi por muito tempo, desde o início de sua história, sufragânea da arquidiocese de Ravena. Durante o período napoleônico, tornou-se parte da recém-formada província eclesiástica de Ferrara, mas em 1815 voltou a ser sufragânea de Ravena. Em dezembro de 1976, a diocese foi removida de sua antiga metrópole para se tornar parte da província eclesiástica da Bolonha.
Em 18 de maio de 1965 com a bula Pomposiana Abbatia do Papa Paulo VI aos bispos pro tempore de Comacchio foi concedido o título de abade de Pomposa.
No momento da plena unione com a arquidiocese de Ferrara, a diocese de Comacchio compreendia 44 paróquias nas comunas de Codigoro (9), Comacchio (11), Goro (1), Lagosanto (3), Massa Fiscaglia (1), Mesola (5), Migliarino (4), Migliaro (2) e Ostellato (8).

### Sés unidas
Já em 29 de dezembro de 1908, as duas sés estavam unidas Æque principaliter, mas a união durou até 7 de julho de 1920, quando foram separadas por força do decreto Instantes supplicationes da Congregação para os Bispos.
Em 15 de julho de 1976, com a nomeação de Filippo Franceschi, as duas sés foram unidas in persona episcopi.
Em 30 de setembro de 1986, por força do decreto Instantibus votis da Congregação para os Bispos, foi instituída a união plena das duas dioceses e a nova circunscrição eclesiástica passou a ter o nome atual. O título de abade de Pomposa foi transferido para o arcebispo da nova circunscrição.
Entre 22 e 23 de setembro de 1990 recebeu a visita apostólica do Papa João Paulo II.

## Prelados

### Bispos de Voghenza
- Júlio † (mencionado em 331)
- Oltrando † (século IV)[15]
- São Leão I † (mencionado em 364)[16]
- Costâncio † (mencionado em 379 e em 390)[17]
- Agatão † (mencionado em 390)
- Virgínio † (mencionado em 431)[18]
- Marcelino † (mencionado em 442)[19]
- João I † (mencionado em 462)
- Marcelo † (mencionado em 494)
- Jorge † (525 - 539)
- Mauricino † (545 - 548)
- Vitor † (cerca 560 - depois de 596)
- Martinho † (mencionado em 608)
- São Leão II † (611 - 620)
- São Maurélio † (640 / 642 - 644)[20]
- João † (mencionado em 649)[21]
- Marino † (mencionado em 657)
- André I † (mencionado em 678)
- Justino † (mencionado em 680)
- João II † (mencionado em 772)
- André II † (antes de 816 - depois de 827)
- Costantino † (mencionado em 861)
- Viador † (antes de 869 - depois de 882)

### Bispos de Ferrara
- Martinho † (antes de 954 - depois de 969)
- Leão † (antes de 970 - depois de 982)
- Gregório † (mencionado em 998)
- Ingão † (mencionado em 1010)
- Rolando I † (mencionado em 1031)
- Ambrógio † (mencionado em 1032)
- Rolando II † (antes de 1040 - depois de 1063)
- Jorge † (mencionado em 1064)
- Gracioso ou Graciano † (mencionado em 1069)
  - Guido † (mencionado em 1086) (ilegítimo)
- Landolfo † (antes de 1104 - 1138 ou 1139)
- Grifão † (1139 - 1156)[22]
- Amato † (antes de 1158 - cerca 1175)
- Presbiterino † (antes de 1175 - depois de 1181)
- Teobaldo † (antes de 1183 - 1186)
- Estêvão † (1186 - depois de 1189)
- Uguccione ou Ugo † (1190 - 1210)
- Rolando III † (1212 - depois de 1231)
- Gravendino † (mencionado em 1237)
  - Filipe de Pistoia † (antes de 1239 - 1250 (bispo eleito)
- Giovanni Querini † (1252 - 1257)
- Beato Alberto Pandoni, O.E.S.A. † (1257 - 1274)
- Guilherme † (1274 - depois de 1286)
- Frederico di Front e San Martino † (1288 - 1303)
  - Ottobono Del Carretto † (1304 - 1304) (bispo eleito)
- Guido da Capello, O.P. † (1304 - 1332)
- Guido da Baisio I † (1332 - 1349)
- Filipe Dell'Antella † (1349 - 1357)
- Bernardo, O.Cist. † (1357 - 1376)
- Beato Aldobrandino d'Este † (1378 ou 1379 - 1381)
- Guido da Baisio II † (1382 ou 1383 - 1384 ou 1386)
- Tommaso Marcapesci † (1384 ou 1386 - 1393)
- Nicolò, O.P. † (1393 - 1401)
- Pietro Boiardo † (1401 - 1431)
- Beato Giovanni Tavelli, C.A.S.H. † (1431 - 1446)
- Francesco dal Legname † (1446 - 1460)
- Lorenzo Roverella † (1460 - 1474)
- Bartolomeo della Rovere, O.F.M. † (1474 - 1494)
- Juan de Borja Llançol de Romaní † (1494 - 1503)
  - Hipólito d'Este † (1503 - 1520) (administrador apostólico)
  - Giovanni Salviati † (1520 - 1550) (administrador apostólico)
  - Luigi d'Este † (1550 - 1563) (administrador apostólico)
- Alfonso Rossetti † (1563 - 1577)
- Paolo Leoni † (1578 - 1590)
- Giovanni Fontana † (1590 - 1611)
- Giovanni Battista Leni † (1611 - 1627)
- Lorenzo Magalotti † (1628 - 1637)
- Francesco Maria Macchiavelli † (1638 - 1653)
- Carlo Pio di Savoia † (1655 - 1663)
- Giovanni Stefano Donghi † (1663 - 1669)
- Carlo Cerri † (1670 - 1690)
- Marcello Durazzo † (1690 - 1691)
  - Sede vacante (1691-1696)
- Domenico Tarugi † (1696 - 1696)
- Baldassare Cenci † (1696 - 1696)
- Fabrizio Paolucci † (1698 - 1701)
- Taddeo Luigi dal Verme † (1701 - 1717)
- Tommaso Ruffo † (1717 - 1735)

### Arcebispos de Ferrara
- Tommaso Ruffo † (1735 - 1738)
- Raniero d'Elci † (1738 - 1740)
- Bonaventura Barberini, O.F.M.Cap. † (1740 - 1743)
- Gerolamo Crispi † (1743 - 1746)
- Marcello Crescenzi † (1746 - 1768)
  - Sede vacante (1768-1773)
- Bernardino Giraud † (1773 - 1777)
- Alessandro Mattei † (1777 - 1800)
  - Alessandro Mattei † (1800 - 1807) (administrador apostólico)
- Paolo Patrizio Fava Ghisilieri † (1807 - 1822)
- Carlo Odescalchi † (1823 - 1826)
- Filippo Filonardi † (1826 - 1834)
- Gabriele della Genga Sermattei † (1834 - 1843)
- Ignazio Giovanni Cadolini † (1843 - 1850)
- Luigi Vannicelli Casoni † (1850 - 1877)
- Luigi Giordani † (1877 - 1893)
- Egidio Mauri, O.P. † (1893 - 1896)
- Pietro Respighi † (1896 - 1900)
- Giulio Boschi † (1900 - 1919)
- Francesco Rossi † (1919 - 1929)
- Ruggero Bovelli † (1929 - 1954)
- Natale Mosconi † (1954 - 1976)
- Filippo Franceschi † (1976 - 1982)
- Luigi Maverna † (1982 - 1986)

### Bispos de Comacchio
A cronologia tradicional dos bispos de Comacchio começa com três bispos que, segundo o historiador de Faenza Francesco Lanzoni, são espúrios: Pacaziano, mencionado em 502, que era bispo de Imola e não Comacchio; um anônimo, mencionado em 592 ou em 595, que deriva de um falso diploma do Papa Gregório I; e Ambrogio, que viveu por volta do ano 600, o que seria o resultado de uma leitura errada do schedario Garampi.
- Vincenzo † (século VIII)
- Vitale † (antes de 787 - depois de 827)
- Cipriano † (mencionado em 858)
- Stefano † (mencionado em 879)
- Orso † (mencionado em 954)
- Bernardo ? † (século X)
- Gregorio † (mencionado em 969)
- Giorgio † (mencionado em 997)
- Giovanni I † (antes de 1003 - depois de 1016)
- Pietro † (mencionado em 1053)
- Adelberto ou Alberto † (mencionado em 1086)
- Ildebrando † (mencionado em 1122)
- Enrico, O.Cist. † (mencionado em 1141)
- Leone † (menzionato nel 1154)
- Giovanni II † (antes de 1205 - 1222)[24]
- Donato † (1222 - ?)
- Bozio † (antes de 1253 - 1261)
- N. (Nicola ?) † (mencionado em 1261)
- Michele † (1265 - depois de 1274)
- Taddeo † (1277 - depois de 1280)
- Bartolo † (1285 - ?)
- Onorato ? † (?)
- Pietro Mancinelli, O.P. † (1304 - 1327 )
- Esuperanzio Lambertazzi † (1327 - 1327)
- Francesco de' Boatteri, O.P. † (1328 - 1333)
- Bartolomeo, O.P. † (1333 - 1348)
- Pace, O.F.M. † (1348 - 1349)
- Remigio, O.S.A. † (1349 - 1357)
- Guglielmo Vasco, O.F.M. † (1357 - 1371)
- Teobaldo, O.S.B. † (1371 - 1381)
- Federico Purlilli † (1381 - ?)
  - Biagio, O.F.M. † (1382 - 1385) (pseudobispo)
- Simone Saltarelli, O.P. † (1386 - 1396)
- Pietro Buono, O.S.B. † (1396 - 1400)
- Onofrio Visdomini, O.E.S.A. † (1400 - 1401)
- Giacomo Bertucci degli Obizzi † (1402 - 1404)
- Giovanni Strata (ou Giovanni Strada) † (1406 - 1418)
- Alberto Buoncristiani, O.S.M. † (1418 - 1431)
- Mainardino de' Contrarii † (1431 - 1449)
- Bartolomeo de' Medici, O.P. † (1450 - 1460)
- Francesco Fogliani † (1460 - ?)
- Filippo Zobolo † (1472 - 1497)
- Meliaduse d'Este † (1497 - 1506)
- Tommaso Foschi † (1506 - 1514)[25]
- Ghilino Ghilini † (1514 - 1559)
- Alfonso Rossetti † (1559 - 1563)
- Ercole Sacrati † (1563 - 1591)
- Orazio Giraldi † (1592 - 1617)
- Alfonso Sacrati † (1617 - 1625)
- Camillo Moro † (1626 - 1630)
- Alfonso Pandolfi † (1631 - 1648)
- Giulio Cesare Borea † (1649 - 1655)
- Sigismondo Isei † (1655 - 1670)
- Nicolò Arcani † (1670 - 1714)
- Francesco Bentini † (1714 - 1744)
- Giovanni Cavedi, O.F.M. † (1744 - 1744)
- Cristoforo Lugaresi † (1745 - 1758)
- Giovanni Rondinelli † (1758 - 1795)
  - Gianfilippo Fogli † (1796 - 1797) (bispo eleito)
- Gregorio Boari, O.F.M.Cap. † (1797 - 1817)
- Michele Virgili † (1819 - 1855)
- Vincenzo Moretti † (1855 - 1860)
- Fedele Bufarini † (1860 - 1867)
- Alessandro Paolo Spoglia † (1867 - 1879)
- Aloisio Pistocchi † (1879 - 1883)
- Tullio Sericci † (1883 - 1902)
- Alfonso Archi † (1902 - 1905)
  - Sé unida a Ferrara (1908-1920)
- Gherardo Sante Menegazzi, O.F.M.Cap. † (1920 - 1938)
- Paolo Babini † (1938 - 1950)
- Natale Mosconi † (1951 - 1954)
- Giovanni Mocellini † (1955 - 1969)
  - Natale Mosconi † (1969 - 1976) (administrador apostólico)
- Filippo Franceschi † (1976 - 1982)
- Luigi Maverna † (1982 - 1986)

### Arcebispos de Ferrara-Comacchio
- Luigi Maverna † (1986 - 1995)
- Carlo Caffarra † (1995 - 2003)
- Paolo Rabitti (2004 - 2012)
- Luigi Negri † (2012 - 2017)
- Gian Carlo Perego (desde 2017)

### Para a Sé de Ferrara
- (em latim) Ferdinando Ughelli, Italia sacra, Tomo II, seconda edizione, Venezia, 1717, coll. 513-565
- (em italiano) Lorenzo Barotti, Serie de' Vescovi ed Arcivescovi di Ferrara, Ferrara, 1781
- (em italiano) Francesco Leopoldo Bertoldi, Vescovi ed arcivescovi di Ferrara dalla prima loro epoca sino all’anno 1818, Ferrara, 1818
- (em italiano) Giuseppe Cappelletti, Le chiese d'Italia della loro origine sino ai nostri giorni, vol. IV, Venezia, 1846, pp. 9–226
- (em italiano) Francesco Lanzoni, Le diocesi d'Italia dalle origini al principio del secolo VII (an. 604), vol. II, Faenza, 1927, pp. 811–813
- (em latim) Paul Fridolin Kehr, Italia pontificia, vol. V, Berlim, 1911, pp. 201–241
- (em latim) Pius Bonifacius Gams, Series episcoporum Ecclesiae Catholicae, Leipzig, 1931, pp. 687–688 (Comacchio) e 694–695 (Ferrara)
- (em latim) Konrad Eubel, Hierarchia Catholica Medii Aevi, vol. 1, pp. 247–248; vol. 2, p. 153; vol. 3, p. 196; vol. 4, p. 186; vol. 5, pp. 200–201; vol. 6, p. 215

### Para a Sé de Comacchio
- (em latim) Ferdinando Ughelli, Italia sacra, Tomo II, seconda edizione, Venezia, 1717, coll. 481-489
- (em italiano) Giuseppe Cappelletti, Le chiese d'Italia della loro origine sino ai nostri giorni, vol. II, Venezia, 1844, pp. 579–624
- (em italiano) Francesco Lanzoni, Il primo vescovo di Comacchio, in Atti e memorie della regia deputazione di storia patria per le Provincie di Romagna, Terza serie, vol. XXVII, 1909, pp. 62–70
- (em italiano) Francesco Lanzoni, Le diocesi d'Italia dalle origini al principio del secolo VII (an. 604), vol. II, Faenza, 1927, p. 819
- (em latim) Paul Fridolin Kehr, Italia pontificia, vol. V, Berolini, 1911, pp. 174–187
- (em latim) Konrad Eubel, Hierarchia Catholica Medii Aevi, vol. 1, p. 199; vol. 2, p. 133; vol. 3, p. 173; vol. 4, p. 157; vol. 5, p. 165; vol. 6, p. 174

### Outros textos
- Dante Balboni, Dictionnaire d'histoire et de géographie écclesiastiques, 16 (1967) sub voce Ferraria, coll. 1192-98.
- Girolamo Baruffaldi, Dell'istoria di Ferrara
- Marc’Antonio Guarini, Catalogo ms. 1632
- Antonio Libanori, Ferrara d’oro imbrunito, Ferrara, 1667
- can. Giuseppe Manini-Ferranti, Compendio della storia sacra e politica di Ferrara, Ferrara, Bianchi e Negri 1808-10 in 8°, Vol. 6.
- Alfonso Maresta, Teatro genealogico et istorico dell’antiche e illustri famiglie di Ferrara, Ferrara, 1681
- Luciano Meluzzi, Gli arcivescovi di Ferrara, Collana Storico-Ecclesiastica, N. 5, Bologna, 1970.
- Lorenzo Paliotto, Ferrara nel Seicento. Quotidianità tra potere legatizio e governo pastorale, Edizioni cartografiche. Ferrara, s.d.
- Antonio Samaritani, Cronotassi dei Vescovi di Voghenza (V-X) e di Ferrara.
- José-Apeles Santolaria de Puey y Cruells, Gli affreschi della Sala degli stemmi del Palazzo arcivescovile di Ferrara, Archivio Storico Ecclesiastico di Ferrara, Ferrara 2017
- Giuseppe Antenore Scalabrini, Memorie istoriche delle chiese di Ferrara e dei suoi borghi Ferrara, 1773 presso Coatti 1773 in 8°.
- Giuseppe Turri, La Basilica Cattedrale di San Cassiano. Comacchio, Cento, 1973